# Mošeja Mustafa paše
Mošeja Mustafe paše (albansko Xhamia e Mustafa Pashës, makedonsko Мустафа-пашина џамија, turško Mustafa Paşa Cami) stoji v severnomakedonski prestolnici Skopje. Je eden najpomembnejših osmanskih spomenikov v državi.

## Lega
Mošeja na dvignjenem temelju stoji na križišču Prohorja Pčinskega in Svekarske ulice v najstarejši četrti mesta – Čair (alb. Çairi). Je severovzhodno od srednjeveške Skopske trdnjave Kale in zahodno od osmanskega starega mestnega jedra v neposredni bližini Mednarodne balkanske univerze.

## Opis
Osrednji del mošeje je molilnica s kupolo, ki ima premer 16,3 metra. Kupola je zgrajena na trompah, ki so okrašene z arabeskami in na katerih so na levi strani naslikani motivi iz časa gradnje mošeje, na desni strani pa so novejši in brez posebne umetniške vrednosti. Objekt je obzidan z lepljenim kamnom in dvema vrstama opeke. Vhod v mošejo je skozi verando, ki je iz belega marmorja, pred njo pa stojijo štirje marmorni stebri, povezani s polkrožnimi loki. Celoten del je pokrit s tremi majhnimi kupolami. 
Minaret, visok 47 m, je postavljen na severnem delu mošeje in je zgrajen iz opeke. V notranjosti mošeje je molitveni prostor, na jugovzhodnem delu katerega je mihrab, iz katerega svečenik bere Koran, desno od mihraba pa je govornica (mimbar), s katere se berejo molitve. V krožnem prostoru z arabeskami sta na vzhodu in zahodu izpisani imeni Mohameda in Alaha, na jugu in severu pa imena kalifov: Evubekir, Omer, Osman in Ali. Tik nad vhodnimi vrati je galerija (mehvil).
V okviru mošeje so tudi grobnice, kjer je bil leta 1519 pokopan Mustafa paša; sarkofag njegove hčere Umi; fontana, pred samim vhodom v mošejo; nagrobniki in ostanki nekdanjih imaretov in medres.

## Zgodovina
Struktura je bila zgrajena leta 1492 kot zapuščina Mustafe paše, ki je bil vezir sultanov Bajazida II. in Selima I. ter je imel visoke položaje v [[Osmansko cesarstvo|Osmanskem cesarstvu. Imel je veliko posest v Rumeliji in štiri vasi v okolici Skopja: Bulacani, Batinci, Rashtak in Creshevo. Bil je sin Abdullaha (Abdulkerima), imel je dve ženi, obe po imenu Khuršid, in štiri hčere Hani, Umi, Šah Zeman in Huma. V Skopju je z lastnimi sredstvi zgradil mošejo, v njej pa imaret in stanovanjske stavbe, kjer je živela duhovščina. Evlija Čelebija je v svojih popotnih zapiskih zapisal obstoj medrese Mustafe Paše v Skopju.
Iz marmorne plošče nad vhodnimi vrati, na kateri je izpisano besedilo v arabski pisavi, je razvidno, da je bila stavba zgrajena na temeljih srednjeveške cerkve. Mošeja Mustafa Paše v potresu leta 1963 ni utrpela večje škode kot ostale stavbe na Stari čaršiji in okolici, vendar so bila po njem opravljena nekatera obnovitvena dela. Zadnja obnova je bila zaključena leta 2011, slovesnega odprtja mošeje pa se je udeležila delegacija iz Turčije, ki jo je vodil podpredsednik vlade Bekir Bozdag.

## Mošeja danes
Od kompleksa srednjeveške mošeje je še vedno ohranjena türbe (mavzolej) leta 1519 umrlega gradbenika, ki jo je leta 1963 hud potres močno uničil; hčerkin sarkofag in vodnjak.
- Pogled na stavbo z minaretom, glavno stavbo, türbo in temeljem (fotografija iz leta 2007).
- Pogled s trdnjave Kale (fotografija 2009)
- Razglednica z mošejo iz leta 1917
- Notranjost mošeje
- Steber na verandi in minaret mošeje
- Vhod v mošejo
- Napis s posvetilom nad vrati